# La disperata notte
La disperata notte (The Long Night) è un film del 1947 diretto da Anatole Litvak. Remake del film Alba tragica che sceglie però un finale diverso rispetto all'originale.
Debutto dell'attrice Barbara Bel Geddes.

## Trama
Joe, un operaio reduce dalla seconda guerra mondiale uccide senza ragione apparente Maximilian, un illusionista legato a due donne cui l'uomo pensa mentre, asserragliato dentro una camera, rifiuta di arrendersi, Jo Ann ragazza di buoni principi e Charlene una showgirl indurita dalla vita.